# Dwór w Cieślach
Dwór w Cieślach – dwór zlokalizowany we wsi Cieśle (gmina Buk, powiat poznański).

## Historia
Majątek w XIX wieku należał do Niemców. Dominium Cieśle liczyło pod koniec XIX wieku 1899 mórg rozliczeniowych i 12 domostw z 162 mieszkańcami. W 1881 właścicielem dóbr był August Richta. Po 1918 wieś przejęli Chłapowscy – Tadeusz, a w 1939, prawdopodobnie jego syn, Zygmunt. W 1926 majątek miał 485 hektarów.

## Architektura
Pierwszą rezydencją w Cieślach jest obecna oficyna, która jako pierwotny dwór wzniesiona została w połowie XIX wieku. Rolę oficyny przejęła po zbudowaniu nowego dworu. Jest to budynek parterowy z użytkowym poddaszem oraz drewnianym gankiem i wystawką dachową (trójbocznie zwieńczoną). Później powiększono go o piętrowe skrzydło, w wyniku czego budynek ma rzut litery L. 
Obecny dwór to budowla piętrowa z 1930–1934. Ma płytki ryzalit na osi (zwieńczony trójkątnie). Murowany ganek połączony jest z balkonem. Pokryto go niskim dachem czterospadowym.
W 2010 nowszy obiekt był opuszczony i zaniedbany, a starszy zamieszkały i w dobrym stanie.

## Park
Zespół dworski otacza park krajobrazowy o powierzchni 3,46 ha z pomnikami przyrody oraz sąsiadujący z nim zespół folwarczny.